# Cerro Ancón

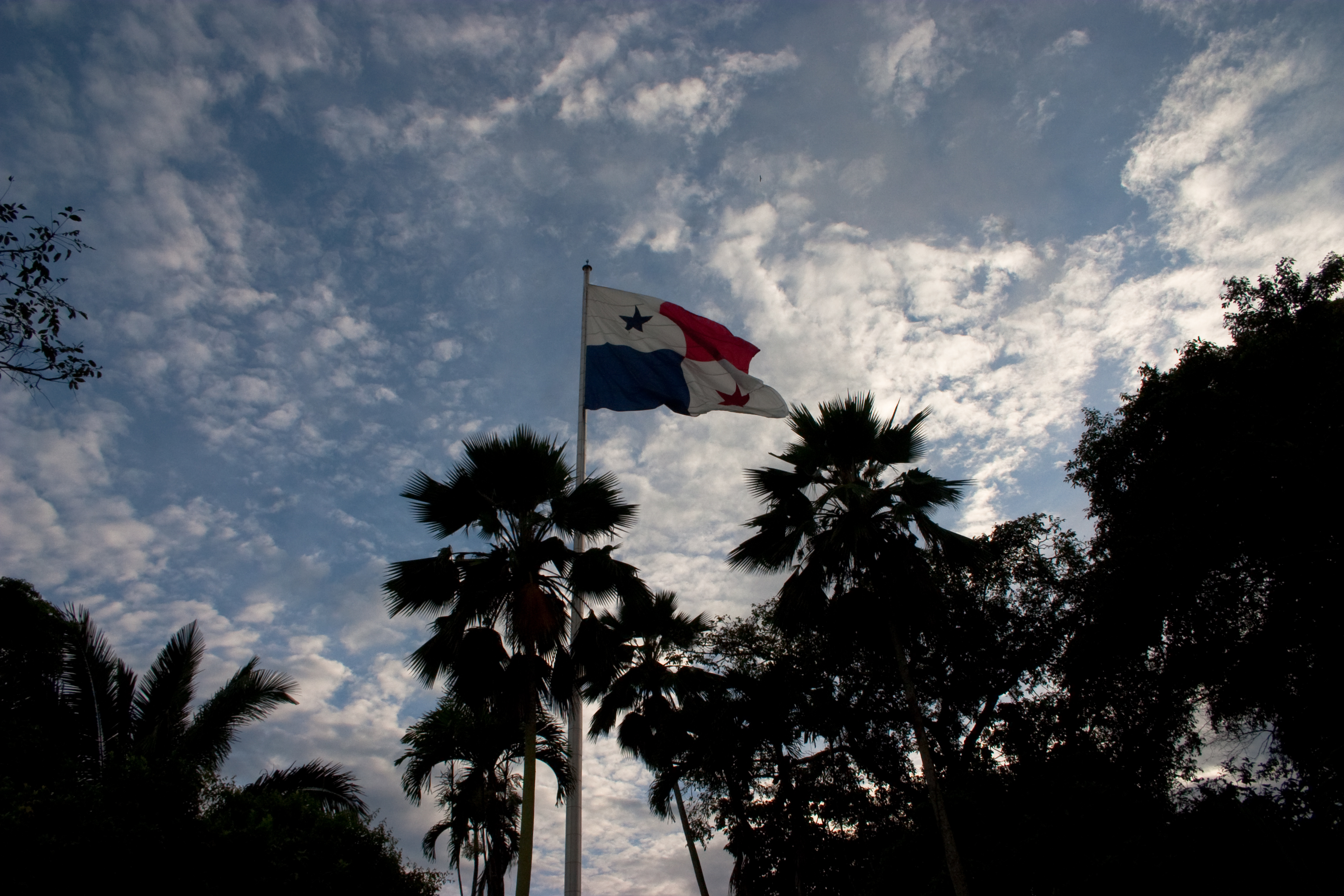
Bandeira no topo do Cerro.

O Cerro Ancón é uma colina de 199 m de altitude localizada na Cidade do Panamá, no Panamá, e faz parte de Ancón. Ele estava sob a jurisdição dos Estados Unidos como parte da Zona do Canal do Panamá, por grande parte do século XX. Embora esteja situado próximo à cidade do Panamá, não é uma área urbanizada.
Nas menores inclinações estão algumas residências que fazem parte da cidade de Balboa e o antigo Hospital Gorgas, que agora abriga o Hospital do Câncer e o Supremo Tribunal. Nas áreas mais elevadas está a antiga residência do governador da Zona do Canal, e Quarry Heights, antiga localização do Comando Sul. O nome de Heights Quarry vem da antiga pedreira que é visível a partir de um lado da colina. Cerro Ancón tem um bunker subterrâneo abandonado, que pertencia ao Comando Sul.
Dado o seu desenvolvimento limitado, este aumento se tornou uma "ilha" coberta de bosques em uma área urbana, onde algumas espécies selvagens, como preguiças, tatus, quatis e veados podem ser apreciados, pois esta área é uma área protegida.
Concluindo o processo iniciado em 1977 com a assinatura dos Tratados Torrijos-Carter,em 2000, o Panamá recuperou o controle do Cerro Ancón e uma de suas primeiras ações foi içar uma bandeira no topo da colina, como um símbolo da afirmação da ex-Zona do Canal como território do Panamá.
Também no topo da torre podem ser vistas algumas antenas de comunicação. No morro, há uma pequena estrada que é usada por veículos durante o dia e serão utilizadas apenas pelos visitantes a pé para observar a fauna e flora do morro.
O nome Ancon foi utilizado várias vezes: foi o nome dado ao primeiro barco a cruzar o Canal do Panamá em 1914, é o nome do município que tomou a Zona do Canal, na província do Panamá, e representa o Associação Nacional pela Conservação da Natureza (Ancon), principal organização ambiental no Panamá.

## Bandeira panamenha
A primeira bandeira colocada nesta colina foi feita pelo Sr. Sylvester Tenorio. No topo da colina encontra-se a bandeira do Panamá.